# Khí quyển Trái Đất

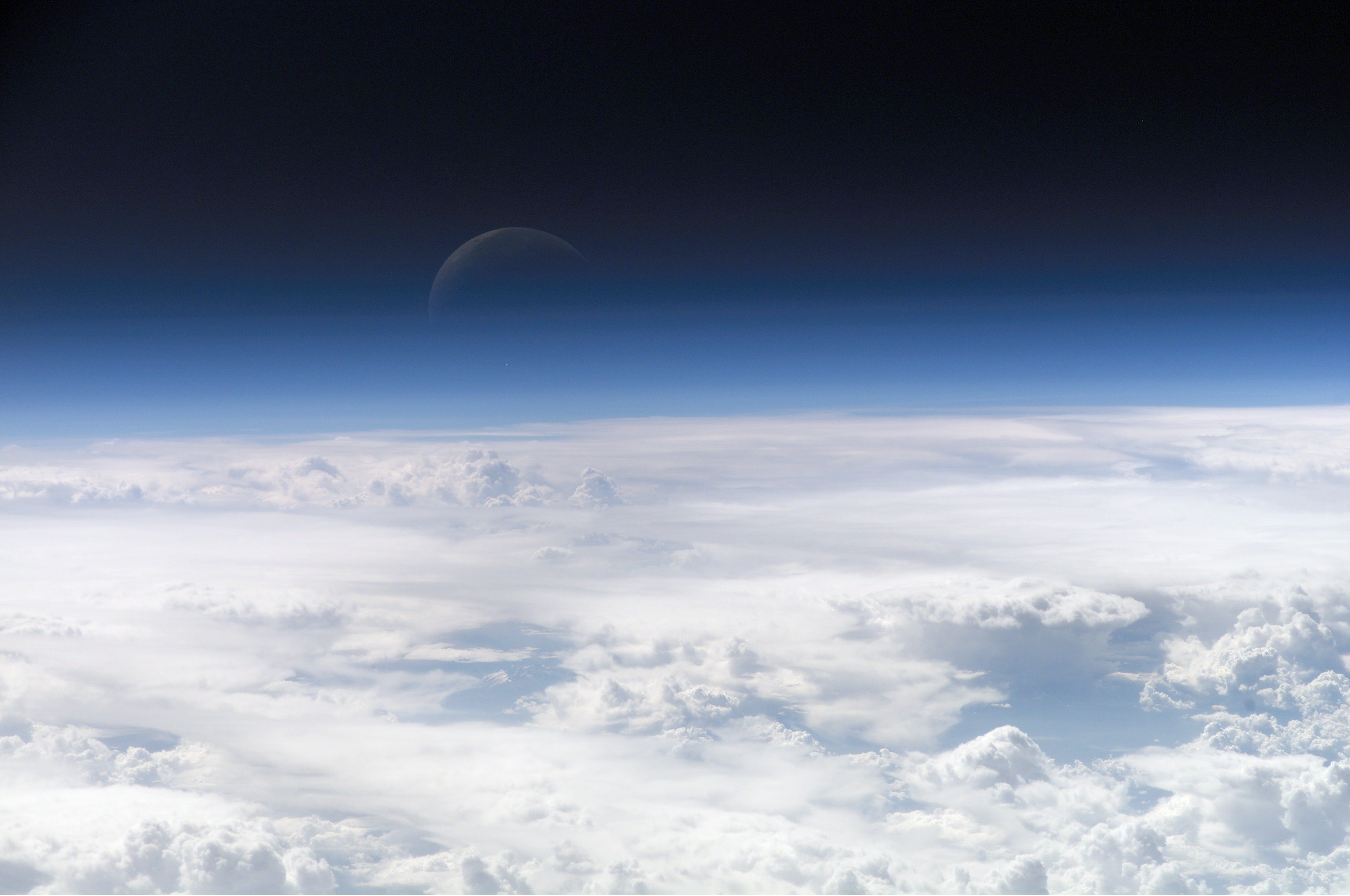
Ánh sáng xanh bị tán xạ nhiều hơn các bước sóng khác bởi các khí trong khí quyển, bao quanh Trái Đất trong một lớp màu xanh rõ ràng khi nhìn từ không gian trên tàu ISS ở độ cao 335 km.

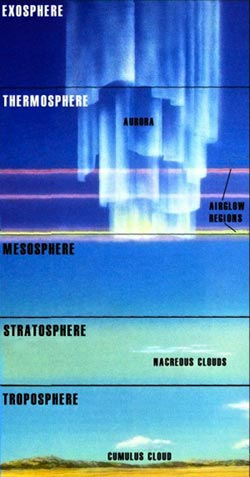
Biểu đồ chiếu khí quyển Trái Đất

Khí quyển Trái Đất là lớp các chất khí bao quanh hành tinh Trái Đất và được giữ lại bởi lực hấp dẫn của Trái Đất. Nó gồm có nitơ (78,1% theo thể tích) và oxy (20,9%), với một lượng nhỏ argon (0,9%), carbon dioxide (dao động, khoảng 0,035%), hơi nước và một số chất khí khác. Bầu khí quyển bảo vệ cuộc sống trên Trái Đất bằng cách hấp thụ các bức xạ tia cực tím của mặt trời và tạo ra sự thay đổi về nhiệt độ giữa ngày và đêm.
Bầu khí quyển không có ranh giới rõ ràng với khoảng không vũ trụ nhưng mật độ không khí của bầu khí quyển giảm dần theo độ cao. Ba phần tư khối lượng khí quyển nằm trong khoảng 11 km đầu tiên của bề mặt hành tinh. Tại Mỹ, những người có thể lên tới độ cao trên 50 dặm (80,5 km) được coi là những nhà du hành vũ trụ. Độ cao 120 km (75 dặm hay 400.000 ft) được coi là ranh giới do ở đó các hiệu ứng khí quyển có thể nhận thấy được khi quay trở lại. Đường Karman, tại độ cao 100 km (62 dặm), cũng được sử dụng như là ranh giới giữa khí quyển Trái Đất và khoảng không vũ trụ.

## Nhiệt độ và các tầng khí quyển

Minh hoạ các tầng khí quyển

Nhiệt độ của khí quyển Trái Đất biến đổi theo độ cao so với mực nước biển; mối quan hệ toán học giữa nhiệt độ và độ cao so với mực nước biển biến đổi giữa các tầng khác nhau của khí quyển:
- Tầng đối lưu: từ bề mặt Trái Đất tới độ cao 16 km, phụ thuộc theo vĩ độ (ở 2 vùng cực là 7–10 km) và các yếu tố thời tiết, nhiệt độ giảm dần theo độ cao, mỗi 100 m nhiệt độ giảm 0,6 °C. Không khí trong tầng đối lưu chuyển động theo chiều thẳng đứng và nằm ngang rất mạnh làm cho nước thay đổi cả ba trạng thái, gây ra hàng loạt quá trình thay đổi vật lý. Những hiện tượng thời tiết như mưa, mưa đá, gió, tuyết, sương giá, sương mù,... đều diễn ra ở tầng đối lưu.
- Tầng bình lưu: từ độ cao trên tầng đối lưu đến khoảng 50 km. Ở đây không khí loãng, nước và bụi rất ít, không khí chuyển động theo chiều ngang là chính, rất ổn định.
- Tầng trung lưu: từ khoảng 50 km đến 80 km, nhiệt độ giảm theo độ cao đạt đến -75 °C. Phần đỉnh tầng có một ít hơi nước, thỉnh thoảng có một vài vệt mây bạc gọi là mây dạ quang.
- Tầng điện li: từ 80–85 km đến khoảng 1000 km, nhiệt độ tăng theo độ cao có thể lên đến 2.000 °C hoặc hơn. Oxy và nitơ ở tầng này ở trạng thái ion, vì thế gọi là tầng điện li. Sóng vô tuyến phát ra từ một nơi nào đó trên vùng bề mặt Trái Đất phải qua sự phản xạ của tầng điện li mới truyền đến các nơi trên thế giới. Tại đây, do bức xạ môi trường, nhiều phản ứng hóa học xảy ra đối với oxy, nitơ, hơi nước, CO2...chúng bị phân tách thành các nguyên tử và sau đó ion hóa thành các ion như NO+, O+, O2+, NO3-, NO2-...và nhiều hạt bị ion hóa phát xạ sóng điện từ khi hấp thụ các tia mặt trời vùng tử ngoại xa.
- Tầng ngoài: trên 1.000 km đến 10.000 km, nhiệt độ tăng theo độ cao có thể lên đến 2.500 °C. Đây là vùng quá độ giữa khí quyển Trái Đất với khoảng không vũ trụ. Vì không khí ở đây rất loãng, nhiệt độ lại rất cao, một số phân tử và nguyên tử chuyển động với tốc độ cao cố "vùng vẫy" thoát ra khỏi sự trói buộc của sức hút Trái Đất lao ra khoảng không vũ trụ. Do đó tầng này còn gọi là tầng thoát ly. Tuy nhiên, các nhiệt kế, nếu có thể, lại chỉ các nhiệt độ thấp dưới 0 °C do mật độ khí là cực kỳ thấp nên sự truyền nhiệt ở mức độ có thể đo đạc được là rất khó xảy ra.

Ranh giới giữa các tầng được gọi là ranh giới đối lưu hay đỉnh tầng đối lưu, ranh giới bình lưu hay đỉnh tầng bình lưu và ranh giới trung lưu hay đỉnh tầng trung lưu v.v.
ở tầng này có mặt các ion O+ (<1500 km), He+(<1500), H+(>1500 km). Một phần hiđrô của Trái Đất (khoảng vài nghìn tấn/năm) được tách ra đi vào vũ trụ đồng thời các dòng plasma do môi trường thải ra là bụi vũ trụ (khoảng 2g/km²) cũng đi vào Trái Đất. Giới hạn trên của đoạn khí quyển và đoạn chuyển tiếp với vũ trụ rất khó xác định, ước đoán khoảng 1.000 km.
Nhiệt độ trung bình của khí quyển tại bề mặt Trái Đất là khoảng 14 °C.

## Áp suất
Áp suất khí quyển có được là do trọng lượng của lớp vỏ không khí bao bọc xung quanh Trái Đất tác dụng lên vật thể đặt trong nó.

## Thành phần

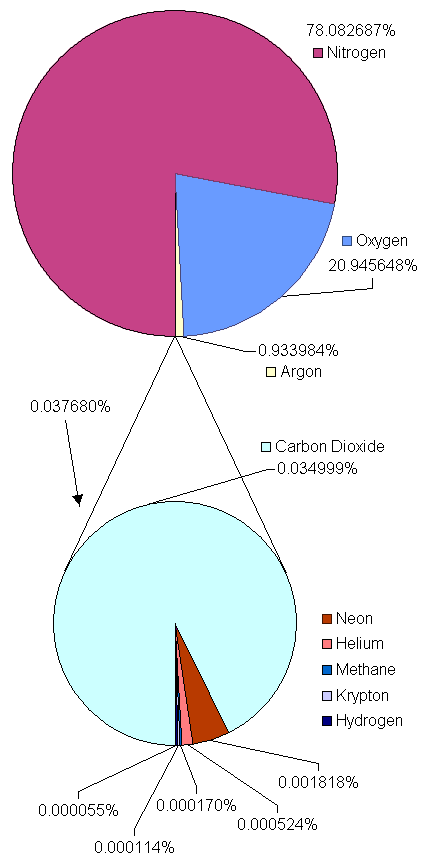
Thành phần khí quyển Trái Đất.

| Thành phần phần trăm của không khí khô theo thể tích - ppmv: phần triệu theo thể tích. | Thành phần phần trăm của không khí khô theo thể tích - ppmv: phần triệu theo thể tích. |
| -------------------------------------------------------------------------------------- | -------------------------------------------------------------------------------------- |
| Chất khí                                                                               | Theo NASA                                                                              |
| Nitrogen (N2)                                                                          | 78%                                                                                    |
| Oxygen (O2)                                                                            | 21%                                                                                    |
| argon (Ar)                                                                             | 0,9340%                                                                                |
| Carbon dioxide (CO2)                                                                   | 390 ppmv                                                                               |
| Neon (Ne)                                                                              | 18,18 ppmv                                                                             |
| Heli (He)                                                                              | 5,24 ppmv                                                                              |
| Metan (CH4)                                                                            | 1,745 ppmv                                                                             |
| Krypton (Kr)                                                                           | 1,14 ppmv                                                                              |
| Hydrogen (H2)                                                                          | 0,55 ppmv                                                                              |
| Không khí ẩm thường có thêm                                                            |                                                                                        |
| Hơi nước                                                                               | Dao động mạnh; thông thường khoảng 1%                                                  |

carbon dioxide và mêtan cập nhật (năm 1998) theo IPCC bảng TAR 6.1 Lưu trữ ngày 15 tháng 6 năm 2007 tại Wayback Machine. Tuy nhiên, theo báo cáo gần đây của các nhà khí tượng Mỹ NOAA ghi nhận thì nồng độ CO2 trong bầu khí quyển đã gia tăng tới mức kỷ lục mới. Nồng độ CO2 cao nhất đo được khoảng 400 ppmv. Các nhà khí tượng lo ngại đây chính là một nhân tố có thể gây những thay đổi bất ngờ của khí hậu.
Khối lượng phân tử trung bình của không khí khoảng 28,97 g/mol.

## Mật độ và khối lượng
Mật độ của không khí tại mực nước biển là khoảng 1,2 kg/m³. Sự thay đổi tự nhiên của khí áp ở bất kỳ độ cao nào đều là nguyên nhân của sự thay đổi thời tiết. Sự thay đổi này là tương đối nhỏ ở các độ cao thấp nhưng là rất lớn ở các độ cao lớn vì sự thay đổi của bức xạ mặt trời.
Mật độ của khí quyển giảm theo độ cao và có thể mô hình hóa một cách xấp xỉ theo công thức khí áp. Những công thức có độ chính xác cao hơn được các nhà khí tượng học và các trung tâm vũ trụ sử dụng để dự báo thời tiết và tính toán tình trạng quỹ đạo của các vệ tinh.
Tổng khối lượng của bầu khí quyển khoảng 5,1 × 1018 kg, hay khoảng 0,9 ppm của khối lượng Trái Đất.
Tỷ lệ phần trăm trên đây được tính theo thể tích. Giả sử các chất khí là những khí lý tưởng, chúng ta có thể tính toán tỷ lệ theo khối lượng. Khi đó thành phần theo khối lượng của không khí là 75,523% N2, 23,133% O2, 1,288% Ar, 0,053% CO2, 0,001267% Ne, 0,00029% CH4, 0,00033% Kr, 0,000724% He và 0,0000038% H2.

## Các tầng khí quyển khác
Các khu vực của khí quyển có thể đặt tên theo các cách gọi khác:
- Tầng điện li hay tầng ion — Là khu vực có chứa các ion: Tương đương với tầng giữa và tầng nhiệt đến độ cao 550 km.
- Tầng ngoài hay ngoại quyển— phía trên tầng điện ly, ở đó khí quyển mỏng dần vào trong khoảng không vũ trụ.
- Từ quyển — Là khu vực mà từ trường Trái Đất tương tác với gió Mặt Trời. Nó có thể dài hàng chục nghìn kilômét, với chiếc đuôi dài ngược hướng mặt trời.
- Tầng ôzôn — nằm ở độ cao khoảng 10 – 50 km, tức là trong tầng bình lưu. Cũng lưu ý rằng ôzôn cũng chỉ là thành phần rất nhỏ của tầng này tính theo thể tích.
- Thượng tầng khí quyển — Là khu vực của tầng khí quyển phía trên ranh giới giữa.
- Vành đai bức xạ Van Allen — Là khu vực tập trung của các hạt từ Mặt Trời.

## Sự tiến hóa của khí quyển Trái Đất
Lịch sử của bầu khí quyển Trái Đất trong thời gian một tỷ năm trước đây vẫn chưa được hiểu rõ lắm. Hiện nay bầu khí quyển Trái Đất vẫn là một đề tài nghiên cứu của các nhà khoa học.
Bầu khí quyển ngày nay đôi khi vẫn được gọi là "bầu khí quyển thứ ba" trong sự so sánh về thành phần hóa học so với hai bầu khí quyển trước đây. Bầu khí quyển nguyên thủy chủ yếu là heli và hiđrô; nhiệt (từ lớp vỏ Trái Đất khi đó vẫn nóng chảy và từ Mặt Trời) đã làm tiêu tan bầu khí quyển này.
Khoảng 3,5 tỷ năm trước, bề mặt Trái Đất nguội dần đi để tạo thành lớp vỏ, chủ yếu là các núi lửa phun trào nham thạch, dioxide carbon và amonia. Đây là "bầu khí quyển thứ hai"; nó chứa chủ yếu là CO2 và hơi nước, với một ít nitơ nhưng vẫn chưa có oxy. Bầu khí quyển thứ hai này có thể tích khoảng ~100 lần khí quyển hiện nay. Nhìn chung, người ta tin rằng hiệu ứng nhà kính, sinh ra bởi mật độ cao của dioxide carbon đã giữ cho Trái Đất không bị đóng băng.
Trong vài tỷ năm tiếp theo, hơi nước ngưng tụ để tạo thành mưa và các đại dương để hòa tan dioxide carbon. Khoảng 50% dioxide carbon có lẽ đã bị hấp thụ bởi các đại dương. Một trong những dạng vi khuẩn có mặt sớm nhất trên Trái Đất là vi khuẩn lam. Các chứng cứ hóa thạch đã chỉ ra rằng các vi khuẩn này có mặt khoảng 3,3 tỷ năm trước và là những sinh vật sinh sống bằng quang hợp để sản xuất ra oxy. Chúng là những sinh vật đầu tiên chuyển đổi khí quyển từ trạng thái không oxy sang trạng thái có oxy.
Cây cối quang hợp tạo ra nhiều sự tiến hóa và chuyển đổi được nhiều hơn dioxide carbon thành oxy. Theo thời gian, lượng carbon dư thừa tạo thành các nguồn nhiên liệu hóa thạch ngày nay cũng như đá trầm tích nhất là đá vôi và các lớp động vật. Oxy được giải phóng tương tác với amonia để tạo ra nitơ; ngoài ra vi khuẩn cũng có thể chuyển đổi amonia thành nitơ.
Khi cây cối xuất hiện nhiều hơn thì lượng oxy tăng lên một cách đáng kể (trong khi lượng dioxide carbon giảm đi). Đầu tiên oxy tương tác với các nguyên tố khác như sắt chẳng hạn, nhưng cuối cùng chúng tích tụ trong khí quyển — là kết quả của sự tiêu hủy hàng loạt cũng như các tiến hóa trong một thời gian dài. Với sự xuất hiện của lớp ôzôn, các loại hình sinh vật sống được bảo vệ tốt hơn trước bức xạ tử ngoại. Bầu khí quyển chứa oxy-nitơ này là "bầu khí quyển thứ ba".